# Omáčník

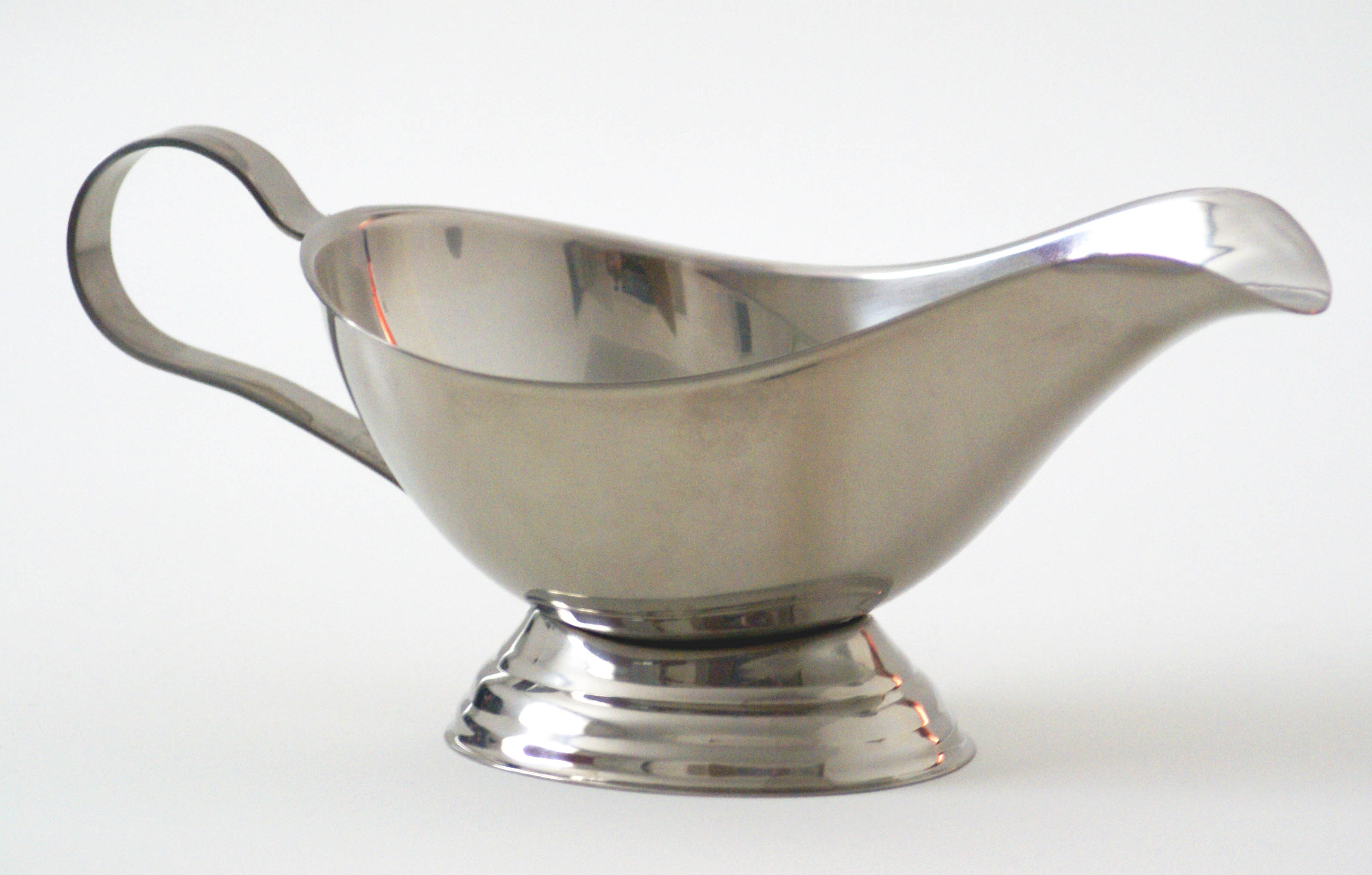
Nerezový omáčník

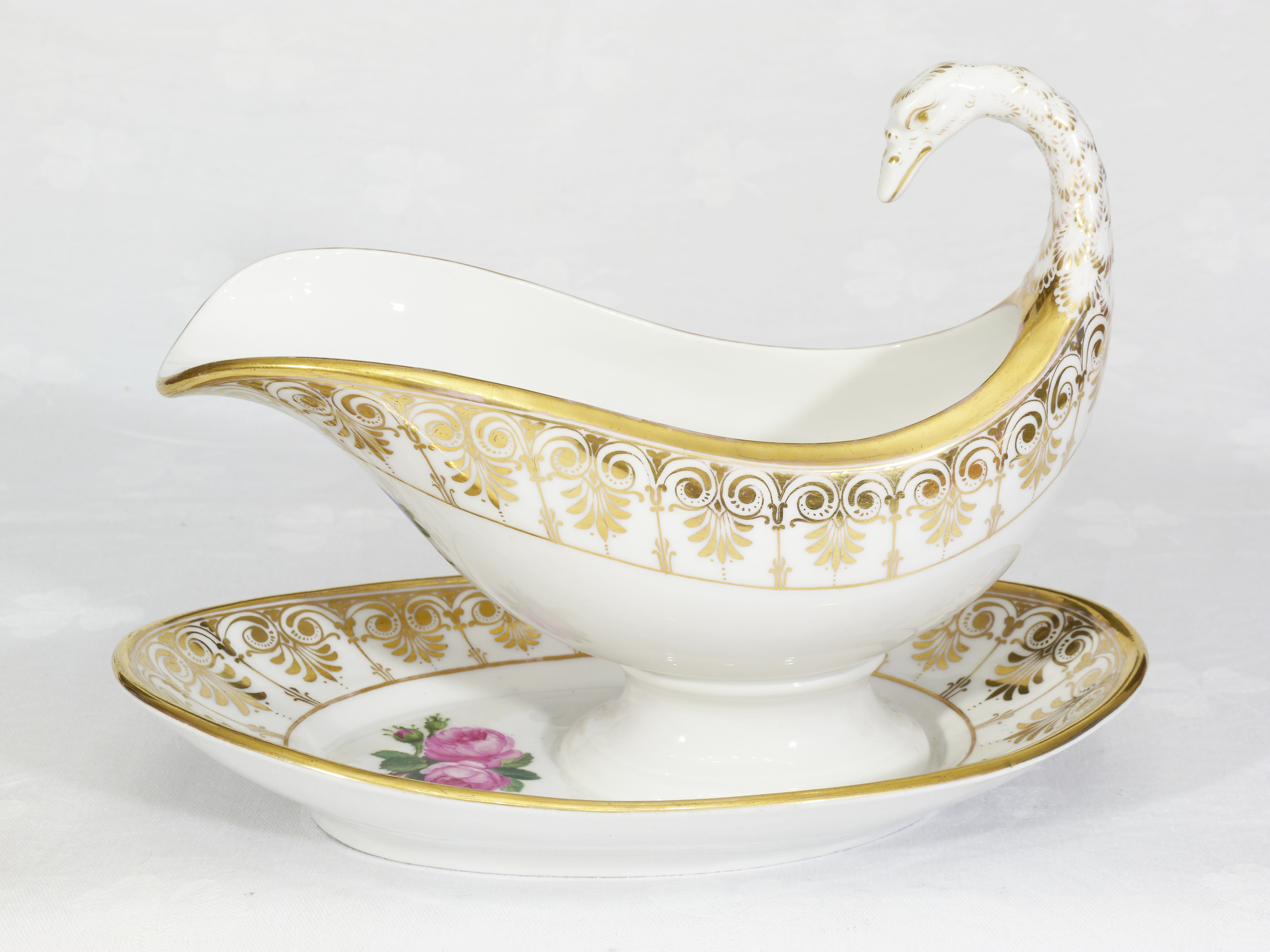
Porcelánový omáčník s podtáckem

Omáčník, slangově sosírka (z německého Soße – omáčka), je nádoba určená k podávání omáčky. Typicky bývá vyrobena z porcelánu nebo nerezu, v rámci luxusnějších servisů může být stříbrná. Typickým tvarem je podlouhlá otevřená konvička, na jedné straně s držátkem a na druhé s hubičkou. Často bývá přímo její součástí malý podtácek.